# Ченнінг Фрай
Ченнінг Томас Фрай (англ. Channing Thomas Frye, нар. 17 травня 1983, Вайт-Плейнс, Нью-Йорк, США) — американський професіональний баскетболіст, важкий форвард і центровий. Чемпіон НБА 2016 року.

## Ігрова кар'єра
Починав грати в баскетбол у команді Старшої школи святої Марії (Фінікс, Аризона). У випускному класі набирав 22 очки, 15 підбирань, 6 блоків та 3 результативних передачі. На університетському рівні грав за команду Аризона (2001–2005). На останньому курсі набирав 15,8 очок, 7,6 підбирань, 1,9 асиста та 2,3 блок-шоти.
2005 року був обраний у першому раунді драфту НБА під загальним 8-м номером командою «Нью-Йорк Нікс». Двічі протягом дебютного сезону проводив ігри із показником у 30 набраних очок. У березні 2006 року травмувався в грі проти «Торонто Репторз» і пропустив решту сезону. Проте це не завадило йому бути включеним до першої збірної новачків.
Протягом сезону 2006—2007 Фрай програвав у всіх показниках важкому форварду Девіду Лі, однак головний тренер Айзея Томас продовжував випускати його у старті. Мотивував це тим, що Фрай є добрим гравцем на периметрі і саме це є причиною того, що команди-суперниці не можуть застосовувати подвійну опіку проти головного бомбардира команди Едді Каррі. Однак згодом поступився місцем у старті Джерому Джеймсу.

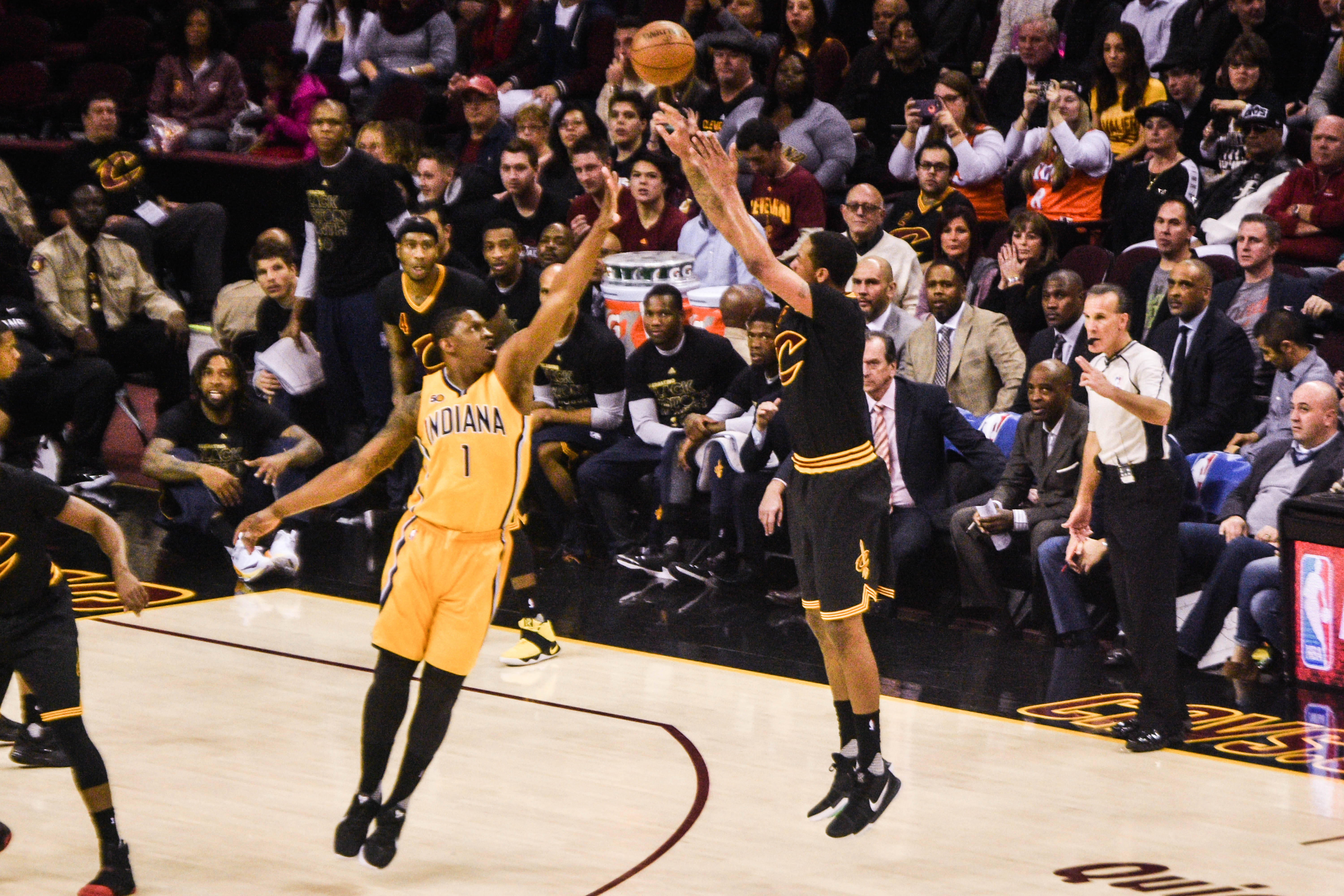
Фрай виконує кидок за «Клівленд», лютий 2017

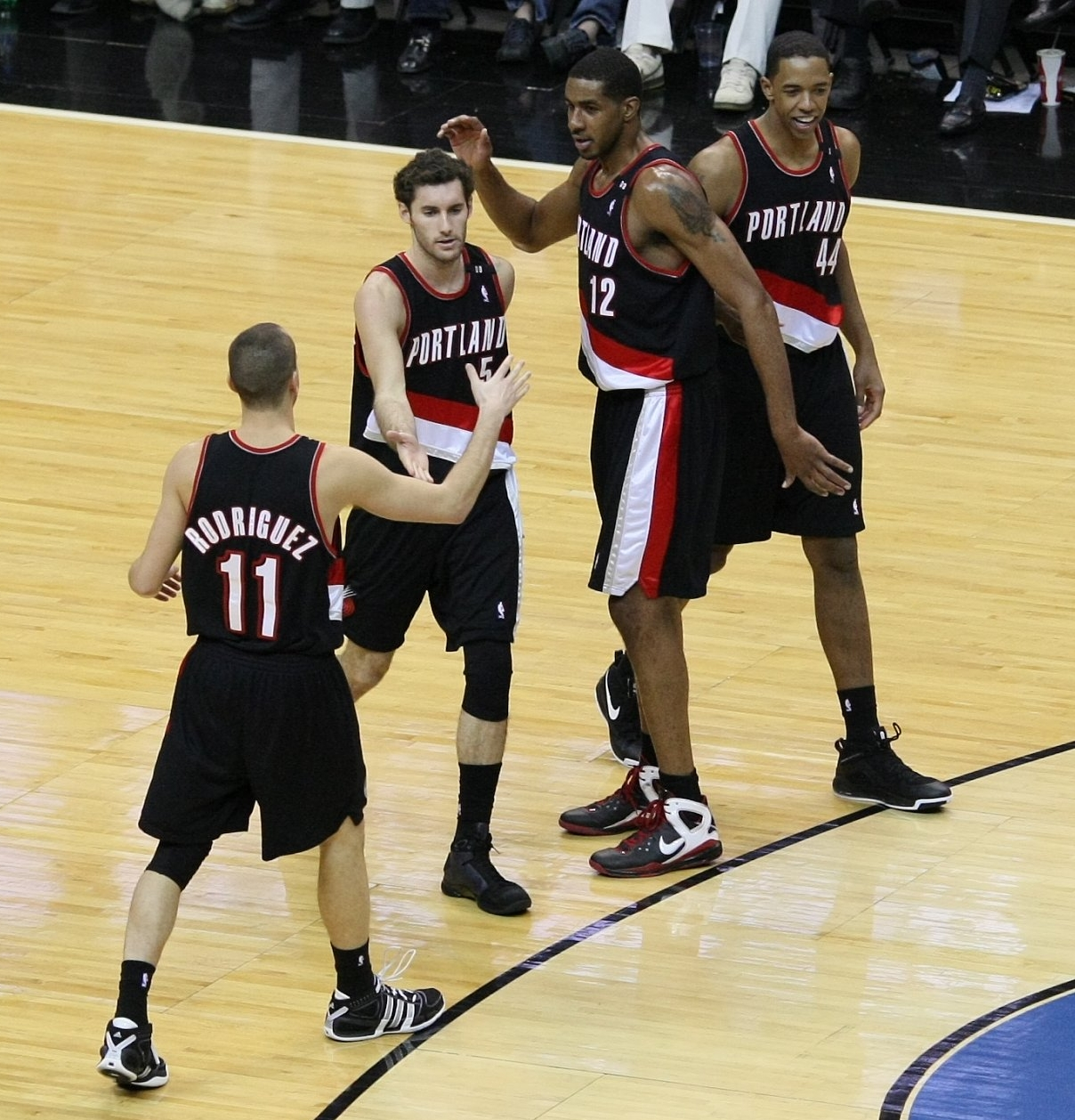
Фрай (крайній справа) у грі за «Портленд», грудень 2008

28 червня 2007 разом з Стівом Френсісом був обмінний до «Портленд Трейл-Блейзерс» на Зака Рендолфа, Фреда Джонса та Дена Дікау. У сезоні 2007—2008, як другий центровий, набирав 6,8 очок та 4,5 підбирань за гру. Наступний сезон почався з операції на гомілці. Після відновлення продовжив грати роль другого центрового в команді, набираючи 4,2 очки та 2,5 підбирання за гру.
14 липня 2009 року перейшов до «Фінікс Санз», у складі якої провів наступні 5 сезонів своєї кар'єри. Цей період був найкращим з точки зору статистичних показників та ігрового часу.
14 липня 2014 підписав чотирирічний контракт з «Орландо Меджик» на суму 32 млн. доларів.
2016 року став гравцем «Клівленд Кавальєрс». Придбаний Клівлендом за уміння розтягувати оборону суперника та дальні кидки, Фрай вже в другій грі сезону забив 4 триочкових. Допоміг команді дійти до фіналу НБА, де «Клівленд» став чемпіоном, перемігши «Голден-Стейт Ворріорс». Наступного сезону команда знову дісталася фіналу НБА, однак цього разу програла все тим же «Голден-Стейт Ворріорс».
8 лютого 2018 року разом з Айзеєєю Томасом та правама на майбутній драфт-пік був обміняний до «Лос-Анджелес Лейкерс» на Джордана Кларксона та Ларрі Ненса молодшого.
19 липня повернувся до складу «Клівленда». 1 березня 2019 року оголосив, що сезон 2018—2019 буде останнім в його ігровій кар'єрі.

## Статистика виступів в НБА
| † | Позначає сезон, в якому Ченнінг Фрай ставав чемпіоном НБА |

### Регулярний сезон
| Сезон             | Команда                   | GP  | GS  | MPG  | FG%  | 3P%  | FT%  | RPG | APG | SPG | BPG | PPG  |
| ----------------- | ------------------------- | --- | --- | ---- | ---- | ---- | ---- | --- | --- | --- | --- | ---- |
| 2005–06           | «Нью-Йорк Нікс»           | 65  | 14  | 24.2 | .477 | .333 | .825 | 5.8 | .8  | .5  | .7  | 12.3 |
| 2006–07           | «Нью-Йорк Нікс»           | 72  | 59  | 26.3 | .433 | .167 | .787 | 5.5 | .9  | .5  | .6  | 9.5  |
| 2007–08           | «Портленд Трейл-Блейзерс» | 78  | 20  | 17.2 | .488 | .300 | .780 | 4.5 | .7  | .4  | .3  | 6.8  |
| 2008–09           | «Портленд Трейл-Блейзерс» | 63  | 1   | 11.8 | .423 | .333 | .722 | 2.2 | .4  | .3  | .3  | 4.2  |
| 2009–10           | «Фінікс Санз»             | 81  | 41  | 27.0 | .451 | .439 | .810 | 5.3 | 1.4 | .8  | .9  | 11.2 |
| 2010–11           | «Фінікс Санз»             | 77  | 64  | 33.0 | .432 | .390 | .832 | 6.7 | 1.2 | .6  | 1.0 | 12.7 |
| 2011–12           | «Фінікс Санз»             | 64  | 59  | 26.1 | .416 | .346 | .890 | 5.9 | 1.4 | .7  | 1.1 | 10.5 |
| 2013–14           | «Фінікс Санз»             | 82  | 82  | 28.2 | .432 | .370 | .821 | 5.1 | 1.2 | .7  | .8  | 11.1 |
| 2014–15           | «Орландо Меджик»          | 75  | 51  | 24.9 | .392 | .393 | .886 | 3.9 | 1.3 | .6  | .5  | 7.3  |
| 2015–16           | «Орландо Меджик»          | 44  | 29  | 17.1 | .435 | .397 | .905 | 3.2 | 1.0 | .5  | .5  | 5.2  |
| 2015–16†          | «Клівленд Кавальєрс»      | 26  | 3   | 17.2 | .441 | .377 | .786 | 3.6 | 1.0 | .3  | .3  | 7.5  |
| 2016–17           | «Клівленд Кавальєрс»      | 74  | 15  | 18.9 | .458 | .409 | .851 | 3.9 | .6  | .4  | .5  | 9.1  |
| 2017–18           | «Клівленд Кавальєрс»      | 44  | 1   | 12.4 | .497 | .333 | .933 | 2.5 | .6  | .4  | .3  | 4.8  |
| 2017–18           | «Лос-Анджелес Лейкерс»    | 9   | 0   | 16.7 | .465 | .360 | .750 | 2.8 | 1.1 | .1  | .1  | 5.8  |
| 2018–19           | «Клівленд Кавальєрс»      | 36  | 6   | 9.5  | .368 | .405 | .786 | 1.4 | .6  | .2  | .1  | 3.6  |
| Усього за кар'єру | Усього за кар'єру         | 890 | 445 | 22.2 | .440 | .388 | .822 | 4.5 | 1.0 | .5  | .6  | 8.7  |

### Плей-оф
| Сезон             | Команда                   | GP | GS | MPG  | FG%  | 3P%  | FT%  | RPG | APG | SPG | BPG | PPG |
| ----------------- | ------------------------- | -- | -- | ---- | ---- | ---- | ---- | --- | --- | --- | --- | --- |
| 2009              | «Портленд Трейл-Блейзерс» | 4  | 0  | 9.0  | .357 | .000 | .667 | .8  | .3  | .0  | .0  | 3.0 |
| 2010              | «Фінікс Санз»             | 16 | 0  | 27.2 | .364 | .349 | .938 | 5.6 | .9  | .8  | .6  | 8.2 |
| 2016†             | «Клівленд Кавальєрс»      | 17 | 0  | 13.9 | .594 | .565 | .857 | 2.4 | .3  | .4  | .5  | 6.7 |
| 2017              | «Клівленд Кавальєрс»      | 12 | 0  | 12.8 | .517 | .513 | .857 | 1.8 | 1.1 | .3  | .3  | 7.3 |
| Усього за кар'єру | Усього за кар'єру         | 49 | 0  | 17.6 | .460 | .444 | .879 | 3.2 | .7  | .4  | .4  | 7.0 |

## Особисте життя
Разом з дружиною Лорен виховують двох дітей — доньку Марго та сина Гендрікса.
2007 року заснував благодійний фонд The Channing Frye Foundation. Метою фонду є популяризація спорту серед молоді. 2010 року ще один фонд був заснований під назвою The Frye Family Foundation. Метою цього фонду є сприяння розвитку молоді у місцях, які важливі для подружжя, — Портленд, Орегон та Фінікс. У Портленді вони також спонсорують турнір з кікболу.
Фрай є двоюрідним братом баскетболіста Тобіаса Гарріса.